# Mottige Janus
Mottige Janus is een Nederlandse stomme film uit 1922 in zwart-wit.
Deze film was vermoedelijk de laatste film van Maurits Binger en zijn Filmfabriek Hollandia, die bij het maken van deze film al aardig in de financiële problemen zat. De film is tot op heden vermist.
De film werd opgenomen in Haarlem en de Jordaanse buurt van Amsterdam.

## Verhaal
Janus is een zeeman en al jaren bonst zijn hart voor Lena Doorn, zijn buurmeisje, en hij hoopt met haar te kunnen huwen. Maar Lena valt ook voor de charmeur Frans van Klarenberghe, die ook nog van goede komaf is. Janus' vader Gijs wijst haar erop dat Frans alleen maar een spelletje met haar speelt, en als Frans dat zelf ook toegeeft, besluit Lena om met Janus te trouwen. Maar als Janus weer uitvaart, gaat Lena toch weer verder met het ontmoeten van Frans.
Als Janus bij thuiskomst hierachter komt, geeft hij zich over aan de fles en keert weer terug naar zee. Al gauw heeft Frans genoeg van Lena, en trouwt een vrouw van stand. Jaren gaan voorbij en Lena wordt ziek en met Janus gaat het door zijn drankgebruik niet veel beter. Mede door tussenkomst van een waarzegster weten de twee elkaar weer te vinden. Lena overlijdt aan haar ziekte, maar kan met een gerust hart de zorg over haar dochter overdragen aan Janus.

## Cast
| Acteur                | Personage                  |
| --------------------- | -------------------------- |
| Maurits de Vries      | Janus Rechtsom, de Mottige |
| Kitty Kluppell        | Lena Doorn                 |
| Frits Bouwmeester jr. | Frans van Klarenberghe     |
| Meyer van Beem        | Nathan                     |
| August van den Hoeck  | Gijs Rechtsom              |
| Pierre Perin          | Duvion                     |